# Suserania

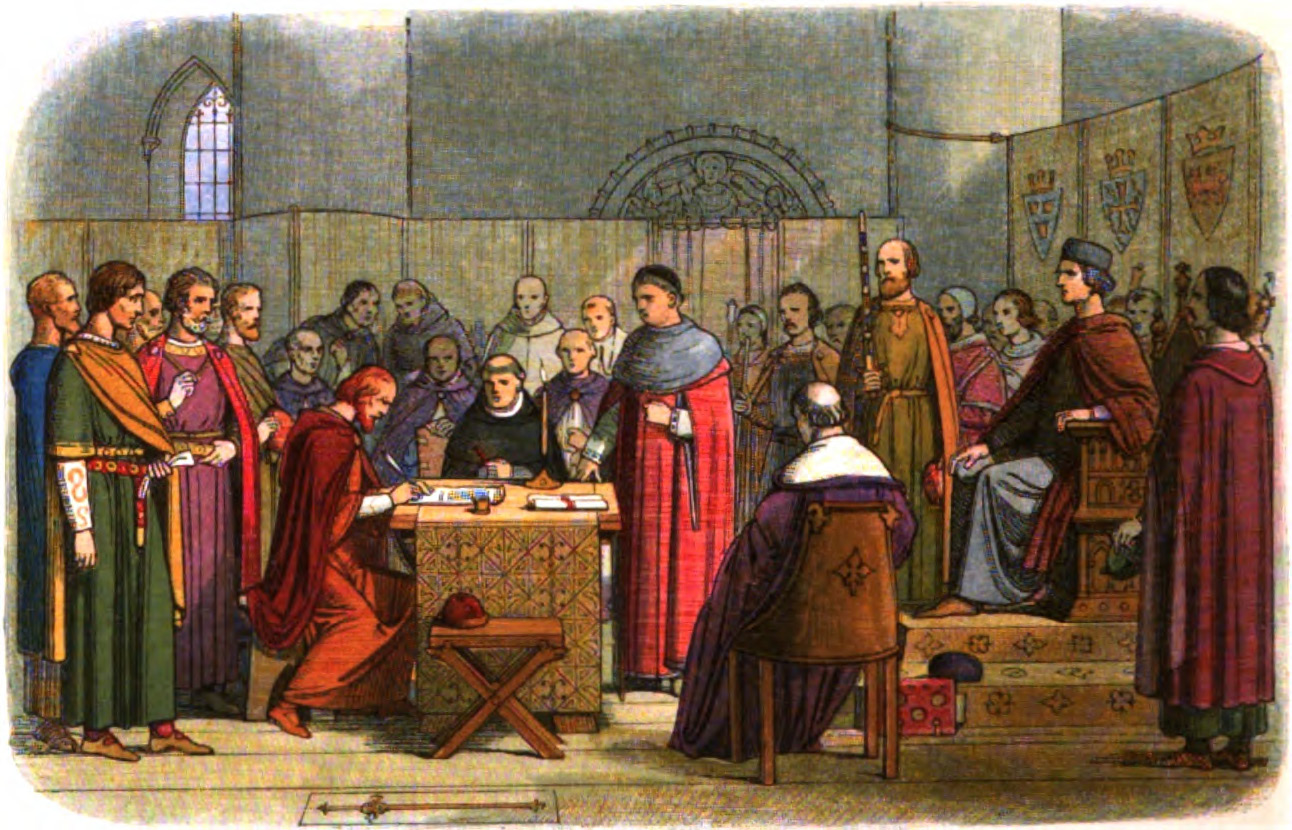
Eduardo I é reconhecido como o suserano da Escócia.

Suserania ou suzerania era o termo empregado na Idade Média para distinguir um nobre que doava algum bem (normalmente terras, mas podia ser a concessão de impostos sobre uma ponte, o uso de equipamentos agrícolas, o uso de uma fonte d'água, etc.) a outro nobre. Nessa relação, suserano é quem doa o bem e quem o recebe o denominado vassalo. Em troca do benefício doado pelo suserano, o vassalo lhe faz um juramento de fidelidade, devendo-lhe prestar diversos serviços, entre os principais, lutar no exército do suserano quando for convocado, ajudar seu suserano economicamente quando este precisar, etc. Também, um suserano pode se tornar vassalo de outro nobre se dele receber algo; da mesma forma, um vassalo pode se tornar um suserano se doar algo a outro nobre. (…)[carece de fontes?]
Conforme a Bula Manifestis Probatum, de 23 de maio de 1179
"Concedemos e confirmamos por autoridade apostólica ao teu excelso domínio o reino de Portugal com inteiras honras de reino e a dignidade que aos reis pertence, bem como todos os lugares que com o auxílio da graça celeste conquistaste das mãos dos sarracenos e nos quais não podem reivindicar direitos os vizinhos príncipes cristãos"
"A suzerania papal era um facto em relação aos Estados da Europa e a autoridade da Santa Sé." Aumenta consideravelmente durante o pontificado de Alexandre III. D. Afonso Henriques tomando-se tributário da Santa Sé e prestando vassalagem ao Papa, obteve o apoio necessário e indispensável na época para garantir uma independência já adquirida de facto, mas ainda não confirmada expressamente pela única autoridade que podia conceder-lha.